# Trao đổi địa nhiệt
Trao đổi địa nhiệt là phương pháp ổn nhiệt/điều hòa nhiệt độ (sưởi hoặc làm mát) bằng hiếu trao đổi nhiệt với lòng đất (thường là với lớp vỏ Trái Đất ở độ sâu từ vài mét đến vài chục mét).
Lớp vỏ Trái Đất, ở độ sâu từ vài mét đến vài chục mét, có nhiệt độ ổn định theo thời gian trong ngày và theo thời gian trong mùa, gần với nhiệt độ trung bình năm của vùng lân cận. Ngược lại, các công trình xây dựng trên mặt đất, nếu không áp dụng các phương pháp điều hòa nhiệt độ, có thể có nhiệt độ thay đổi trong dải rộng theo thời gian trong ngày và trong năm, phụ thuộc vào thời tiết và công suất tỏa nhiệt của công trình. Nhiều ứng dụng đòi hỏi nhiệt độ của công trình không được thay đổi nhiều, khi đó, một hệ thống cho phép trao đổi nhiệt nhanh giữa công trình và lòng đất, sẽ tận dụng lòng đất như là nguồn nhiệt để sưởi ấm hoặc nguồn thu nhiệt để làm mát, giúp giữ được nhiệt độ của công trình ổn định gần với nhiệt độ của lòng đất.
Kỹ thuật trao đổi địa nhiệt ứng dụng trong điều hòa nhiệt độ cần được phân biệt với kỹ thuật dùng địa nhiệt để sản sinh điện năng (địa nhiệt điện), trong đó nguồn nhiệt là các tầng rất sâu của vỏ Trái Đất, gần với lớp đá nóng chảy.
Kết hợp với nhiều kỹ thuật khác, như sưởi ấm bằng năng lượng Mặt Trời, hay ổn nhiệt bằng vật liệu chuyển trạng thái, kỹ thuật trao đổi địa nhiệt giúp tăng hiệu quả sử dụng năng lượng của công trình lên cao, tiết kiệm đáng kể tiêu thụ điện năng cho công trình. Trong kỹ thuật này, dòng nhiệt trao đổi có thể theo chiều thuận (từ nguồn nóng sáng nguồn lạnh); tuy nhiên cũng có thể theo chiều ngược, từ nguồn lạnh sang nguồn nóng thông qua các bơm nhiệt, nếu nhu cầu ổn định nhiệt độ đòi hỏi (ví dụ khi lòng đất có nhiệt độ 5 độ C, và nhiệt độ ngoài trời là 0 độ C, bơm nhiệt từ lòng đất lên một phòng ở có nhiệt độ 20 độ C vẫn giúp tăng hiệu suất của hệ thống hơn là bơm từ ngoài trời), khi đó kỹ thuật còn có thể gọi là bơm nhiệt địa nhiệt. Theo một số đánh giá, kỹ thuật này là phương pháp Nhiệt, thông gió và điều hòa không khí (HVAC) có hiệu suất cao nhất. Các đầu tư mới cho những hệ thống như vậy được hoàn vốn, nhờ khoản tiết kiệm năng lượng mang lại, trong vòng dưới 10 năm; tuổi thọ của các thành phần nằm dưới mặt đất là trên 50 năm còn các bộ phận trên mặt đất là chừng 25 năm 
Cho đến năm 2004, có hàng triệu hệ thống như này được lắp đặt trên thế giới, mang lại công suất ổn nhiệt tổng cộng 12 GW, và tốc độ tăng trưởng của các con số này là chừng 10%.

## Công nghệ

### Ống thông khí qua lòng đất

Ống thông khí qua lòng đất tại nhà bị động ở Đức

Các ống thông khí qua lòng đất thường phù hợp cho tiền xử lý về nhiệt độ cho các hệ thống thông khí, hơn là cho việc thay thế hoàn toàn hệ thống sưởi hoặc làm mát. Các hệ thống này dùng ống nhựa đường kính 100 đến 600 mm, chôn sâu từ 2m đến 12 m trong lòng đất, với toàn bộ chiều dài của ống vào cỡ 40 m. Các ống to giúp tốc độ lưu thông khí giảm, giảm công suất quạt hút khí và tăng hiệu quả trao đổi nhiệt. Trên các đường ống dài, quạt hút khí có hiệu suất cao hơn quạt đẩy khí. Ống khói Mặt Trời có thể tạo dòng đối lưu tự nhiên, gây ra lực kéo dòng khí trong các ống và giảm tiêu thụ cho quạt hút khí. Các quạt hút khí cũng có thể chạy bằng điện thu từ pin Mặt Trời. Góc bẻ trên các đường ống không nên quá cong để giảm nhiễu loạn dòng khí và do đó giảm lực cản.
Dòng khí đi qua các ống có thể lấy từ nguồn khí tươi ngoài trời, hoặc từ khí trong nội bộ hệ thống được làm mát (tòa nhà), hoặc kết hợp từ cả hai luồng.
Các ống thông khí qua lòng đất cần có độ nghiêng phù hợp (vài độ) để nước ngưng tụ trong ống chảy dễ dàng đến điểm thoát nước. Lòng ống có thể phủ chất chống vi khuẩn và nấm mốc. Đã có nhiều nghiên cứu cho thấy không khí sau khi đi qua ống dẫn dưới lòng đất có số vi khuẩn và nấm mốc giảm bớt, chưa kể đến có nồng độ oxy cao hơn khí quẩn trong nhà, do đó có lợi cho sức khỏe .
Có nhiều phần mềm cho phép mô phỏng thiết kế ống thông khí qua lòng đất như GAEA, AWADUKT Thermo, EnergyPlus, L-EWTSim, WKM,... Yếu tố quyết định cho hiệu quả của công nghệ là nhiệt độ của lòng đất. Công nghệ này ít có hiệu quả ở những vùng đất nóng ẩm, do nhiệt độ lòng đất khá gần với nhiệt độ ngoài trời.

### Điều hòa có giàn ngoài trong lòng đất

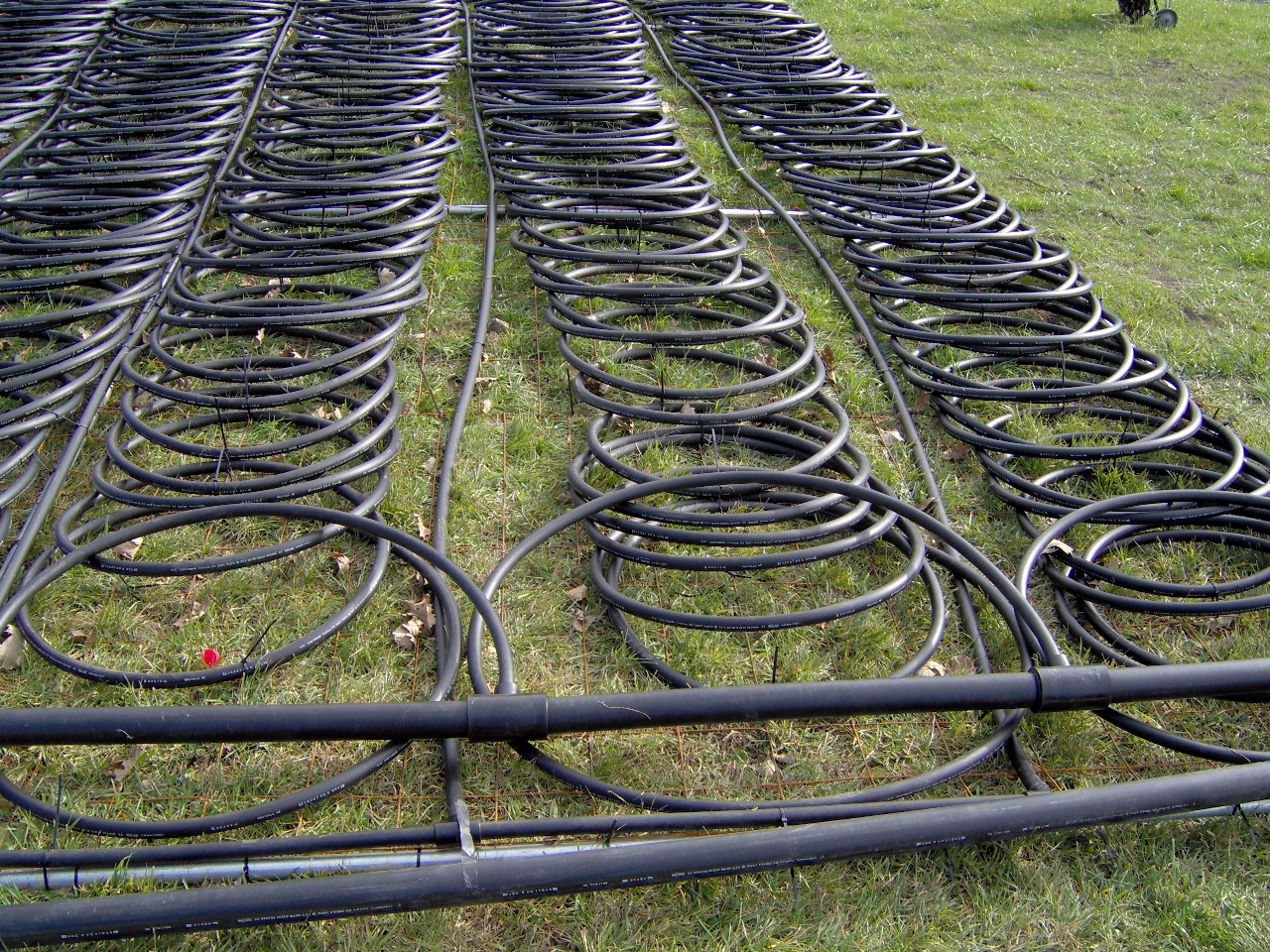
Giàn ngoài của một hệ thống điều hòa trao đổi nhiệt với lòng đất, sẽ được đưa xuống lòng đất

Trong công nghệ này, giàn ngoài (nằm ngoài tòa nhà) của một hệ thống điều hòa không khí được đặt dưới lòng đất (thay vì đặt ngoài không khí), và trao đổi nhiệt trực tiếp với lòng đất hoặc các mạch nước ngầm. Giá thành của giàn ngoài này chiếm từ 1/3 tới 1/2 giá thành của toàn bộ hệ thống.

### Dùng bộ trao đổi trung gian

Trao đổi nhiệt qua bộ trung gian, kết hợp dự trữ nhiệt trong lòng đất

Nhiệt có thể được trao đổi thông qua bộ trung gian, trong đó chất lưu của hệ thống điều hòa đi qua giàn ngoài nằm ở bộ trao đổi trung gian, và nhiệt từ bộ trao đổi trung gian được trao đổi với lòng đất qua các đường nước (hoặc nước pha chất phụ gia, ví dụ phụ gia chống đóng băng tại các nước ôn đới, như nước muối) hoặc chất lưu khác.
Đường ống đi qua lòng đất thường có đường kính cỡ 35mm, chiều dài lớn gấp đôi so với các ống thông khí. So với ống khí, các ống chất lỏng không bị hiện tượng ngưng tụ hơi nước và chống chọi tốt với nấm mốc.